# روزن‌دال، خلدرلاند
روزن‌دال، خلدرلاند (به هلندی: Rozendaal) یک منطقهٔ مسکونی در هلند است که در خلدرلاند واقع شده‌است. روزن‌دال ۴۱ متر بالاتر از سطح دریا واقع شده‌است.